# COX20
COX20 (англ. COX20, cytochrome c oxidase assembly factor) – білок, який кодується однойменним геном, розташованим у людей на 1-й хромосомі. Довжина поліпептидного ланцюга білка становить 118 амінокислот, а молекулярна маса — 13 291.
| 10         |  | 20         |  | 30         |  | 40         |  | 50         |
| ---------- |  | ---------- |  | ---------- |  | ---------- |  | ---------- |
| MAAPPEPGEP |  | EERKSLKLLG |  | FLDVENTPCA |  | RHSILYGSLG |  | SVVAGFGHFL |
| FTSRIRRSCD |  | VGVGGFILVT |  | LGCWFHCRYN |  | YAKQRIQERI |  | AREEIKKKIL |
| YEGTHLDPER |  | KHNGSSSN   |  |            |  |            |  |            |

A: Аланін

C: Цистеїн

D: Аспарагінова кислота

E: Глутамінова кислота

F: Фенілаланін

G: Гліцин

H: Гістидин

I: Ізолейцин

K: Лізин

L: Лейцин

M: Метіонін

N: Аспарагін

P: Пролін

Q: Глутамін

R: Аргінін

S: Серин

T: Треонін

V: Валін

W: Триптофан

Задіяний у таких біологічних процесах, як ацетилювання, альтернативний сплайсинг. 
Локалізований у мембрані, мітохондрії.